# Ariobarzanes II de Cio
Ariobarzanes (em grego clássico: Ἀριoβαρζάνης; – 337 a.C.) sucedeu seu parente ou pai, Mitrídates ou, alternativamente, sucedeu outro Ariobarzanes I de Cio, como governante da cidade grega de Cio, na Mísia, governando por vinte e seis anos, entre 363 e 337 a.C. em nome dos persas. Foi aparentemente sua família que, em meados da década de 360 a.C. se revoltou contra Artaxerxes II, terminando por derrotá-lo em 362 a.C. Foi sucedido, como governante de Cio, por Mitrídates, possivelmente seu filho, ou sem dúvida, um parente, talvez um irmão mais novo.
Este Ariobarzanes não pode ter sido o sátrapa Ariobarzanes da Frígia, que se revoltou e foi morto em c. 362 a.C. por crucificação. Sendo provavelmente um parente, no entanto, aquele Ariobarzanes é chamado por Diodoro de sátrapa da Frígia, e por Nepos, sátrapa da Lídia, Jônia e Frígia. Ele revoltou-se contra Artaxerxes II na década de  360 a.C. Demóstenes fala que Ariobarzanes da Frígia e seus três (ou dois?) filhos, nos últimos tempos, se tornaram cidadãos de Atenas. Ele o menciona novamente no ano seguinte e diz que os atenienses enviaram Timóteo em seu auxílio; mas, quando o general ateniense viu que Ariobarzanes estava em revolta aberta contra o rei, se recusou a ajudá-lo. Provavelmente o outro Ariobarzanes ocupou algum alto cargo na corte persa em 368 a.C., pois pode-se encontrá-lo, aparentemente em nome do rei, enviando uma delegação diplomática para a Grécia em 368 a.C.